# Betty Edwards
Betty Edwards (San Francisco, Kalifornia 1926–) amerikai rajztanár és író. A Long Beach-i Kaliforniai Állami Egyetem professzor emeritusa. Leghíresebb munkája a Jobb agyféltekés rajzolás című könyve.

## Élete
1947-ben a UCLA-n (University of California at Los Angeles) végzett rajztanárként, majd 1976-ban doktori címet szerzett a művészet, oktatás és érzékelés témakörében. 1979-ben megjelent a Jobb agyféltekés rajzolás, 1986-ban a Jobb agyféltekés művész, majd 2004-ben a Színes jobb agyféltekés rajzolás című könyve. 1978-tól a Long Beach-i Kaliforniai Állami Egyetem művészeti tanszékén tanított és végzett kutatásokat, amíg a 91-ben nyugdíjba nem ment. Rendszeresen tart előadásokat egyetemeken, művészeti iskolákban, és olyan vállalatoknál, mint az AT&T, a Walt Disney Company és az Apple Inc. Betty Edwards a kaliforniai Santa Monicában él.
A Jobb agyféltekés rajzolás című könyv több millió eladott példányával a világ legszélesebb körben alkalmazott rajztankönyve. Nem pusztán rajztechnikákat, hanem egy új látásmódot tanít, melynek pozitív hatása az élet más területein is tapasztalható. 
Edwards egy, a modern agykutatás eredményeit felhasználó, teljesen új oktatási módszert dolgozott ki, a jobb agyféltekés rajzolást, amely gyakorlatban alkalmazza Roger Sperry-nek (Nobel-díjas neurobiológus, neuropszichológus) az emberi gondolkodás kettős természetéről szóló úttörő felfedezéseit. A módszer hamar rendkívül sikeres lett, és már világszerte milliók tanultak ezzel a módszerrel rajzolni.
Lényege, hogy a domináns bal agyfélteke tudását – hogy hogyan kéne kinéznie annak, amit le szeretnénk rajzolni – figyelmen kívül hagyva, a jobb agyfélteke vizuális képességeit előtérbe helyezve, tisztán a látványra koncentrálva rajzoljunk. A három-négy-öt napos tanfolyamok azért hoznak rövid időn belül látványos eredményt a rajzkészségben, mert igazából nem rajzolni tanulnak a részvevők, hanem egy látásmódbeli váltást, egy mentális váltást gyakorolnak a két agyfélteke működésmódja között.
A gyakorlatok összetett hatása azt a célt szolgálja, hogy növelje önbizalmadat a döntéshozatalok és problémamegoldás során. A kreatív, gondolkodó emberi agy potenciális ereje végtelennek tűnik. A módszer segít abban, hogy tisztában legyél ezzel az erővel.
Nem pusztán rajztechnikákat, hanem egy új látásmódot tanítunk, melynek áldásos hatását életed más területein is tapasztalhatod. Segít abban, hogy elszakadj korábbi megrögzött sémáidtól és új megoldások felé tekints.
Betty Edwards
Módszeréről egy közel két órás oktató videó is készült, amin ő maga mutatja be a tanfolyam feladatait.

## Magyarul
- Jobb agyféltekés rajzolás. A kreativitás és a művészi magabiztosság fejlesztésének új útja; ford. Kovács Gergely Károly; Bioenergetic, Bp., 2008
- Színes. Jobb agyféltekés rajzolás. Sajátítsa el a színkeverés művészetét!; ford. Kovács Gergely Károly; Bioenergetic, Bp., 2010
- Jobb agyféltekés rajzolás. Munkafüzet. Gyakorlati útmutató a rajzolás öt alapelemének elsajátításához; ford. Kovács Gergely Károly; Bioenergetic, Bp., 2010
- Jobb agyféltekés művész. A kreativitás fejlesztésének ösztönző, gyakorlatias kézikönyve; ford. Kovács Gergely Károly; Bioenergetic, Bp., 2011

## Fordítás
- Ez a szócikk részben vagy egészben  a   Betty Edwards című angol Wikipédia-szócikk ezen változatának fordításán alapul.  Az eredeti cikk szerkesztőit annak laptörténete sorolja fel. Ez a jelzés csupán a megfogalmazás eredetét és a szerzői jogokat jelzi, nem szolgál a cikkben szereplő információk forrásmegjelöléseként.